# Jehly
Jehly (Syngnathiformes), zastarale též lalůčkožábří (podle specifické stavby žaber u některých zástupců), je morfologicky značně různorodý a jen obtížně definovatelný řád mořských, jen výjimečně sladkovodních paprskoploutvých ryb. Tradičně se do něj řadí jehly a jejich příbuzenstvo s trubicovitě protaženou tlamou a většinou i s protaženým tělem, jako jsou mořští koníčci, lulanky, trubkotlamky a další. Teprve s nástupem molekulárně biologických metod se ukázalo, že do jejich blízkého příbuzenstva patří i letuchy, parmice, vřeténky a další čeledi, které na základě morfologie dosud nebyly s jehlami spojovány. Naopak dříve obecně přijímaná hypotéza o evoluční blízkosti jehel a koljuškovitých ryb byla moderními metodami zamítnuta, čímž zaniknul řád volnoostní, do něhož byly tyto ryby někdy spojovány.    
Řád v moderním pojetí zahrnuje přes 600 druhů řazených do necelé stovky rodů a 10 čeledí. Některé druhy, především různé parmice, jsou lovné ryby, další se pro svůj mnohdy bizarní vzhled chovají v mořských akváriích.     

## Popis

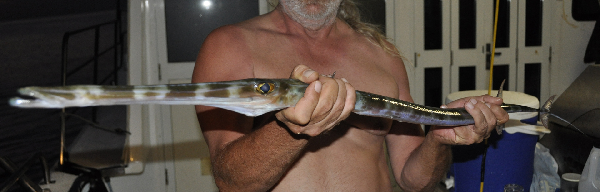
Lulanky, nejdelší zástupci řádu, jsou se svým dlouhým tělem a trubicovitě protaženou tlamou „typickými“ zástupci řádu jehel

Řád jehly je v současném pojetí, kdy jsou do něj kromě „tradičních“ zástupců řazených nyní do podřádu Syngnathoidei zahrnuty i parmice, vřeténky či letuchy, jen obtížně definovatelný na základě morfologických znaků: žádné morfologické synapomorfie, které by tuto skupinu charakterizovaly, nejsou známy.
Jakýmsi „jádrem“ řádu jsou čeledi řazené do podřádu Syngnathoidei. Jde o silně modifikovanou a diverzifikovanou skupinu, jejíž zástupci jsou charakterističtí dlouze trubicovitě protaženými ústy a často i pevným kostěným krunýřem. Většinou jsou silně jehlovitě protažení a někdy (u mořských koníčků) mají nezvykle pokroucené tělo. Různí zástupci tohoto podřádu si vyvinuli různé netradiční specializace, např. atypické styly plavání (hlavou dolů u klunatek, hlavou vzhůru u koníčků), absenci ocasní ploutve a chápavý ocas u mnoha jehlovitých, kteří se také vyznačují komplikovanými zásnubními tanci nebo samčí péči o jikry a mláďata.
Ostatní čeledi mají konvenčnější stavbu těla (snad až na dráčky) a jde vesměs o bentické ryby. Parmice mají zvláštním způsobem modifikovaný jazylkový aparát přeměněný v jakési vousky na spodní straně úst. Dráčkové a letuchy mají silně vyvinuté prsní ploutve, které využívají k pomalému snášení se ke dnu po vyplašení (nikoli k letu). Někdy mají na hlavě (letuchy) nebo na celém těle (dráčci) kostěné pancíře.
  

Zástupci řádu jehly jsou primárně mořské ryby, některé druhy mohou žít v brakických nebo i sladkých vodách. Příkladem sladkovodních zástupců jsou jehly rodu Microphis. Největší zástupci řádu jsou lulanky, které mohou dosáhnout délky až kolem 2 m.

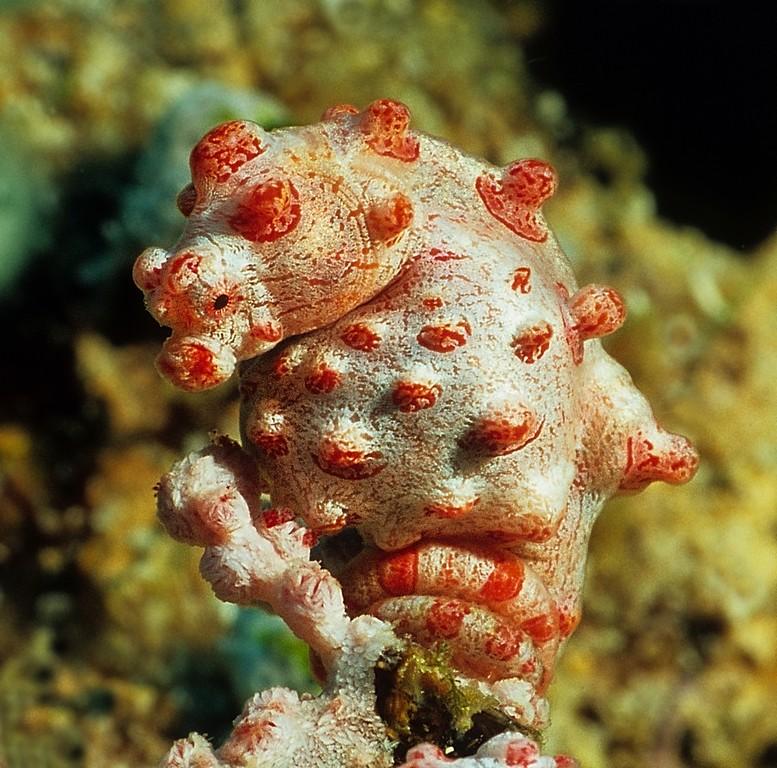
Koníček bradavičnatý
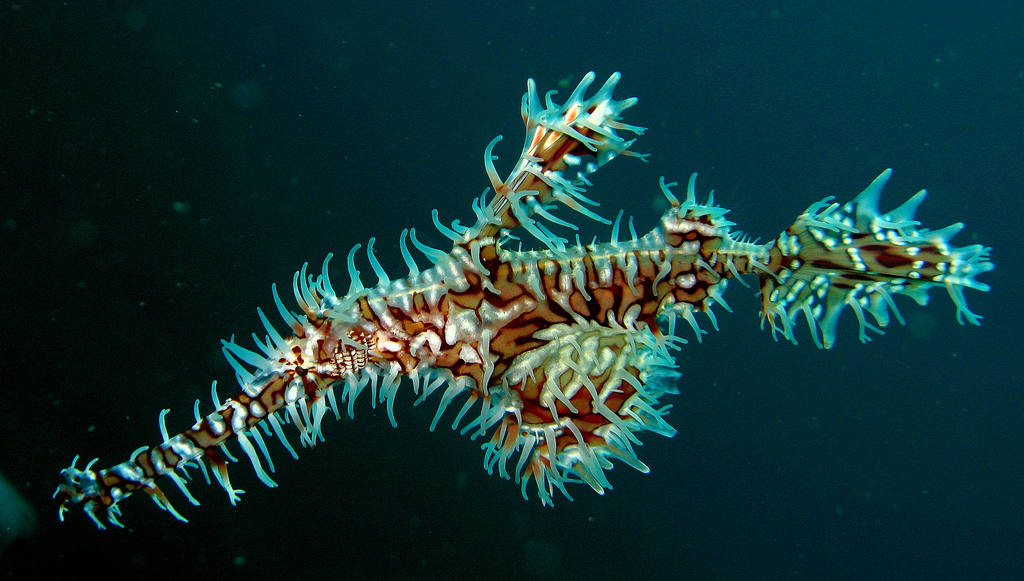
Vějířník třásnitý
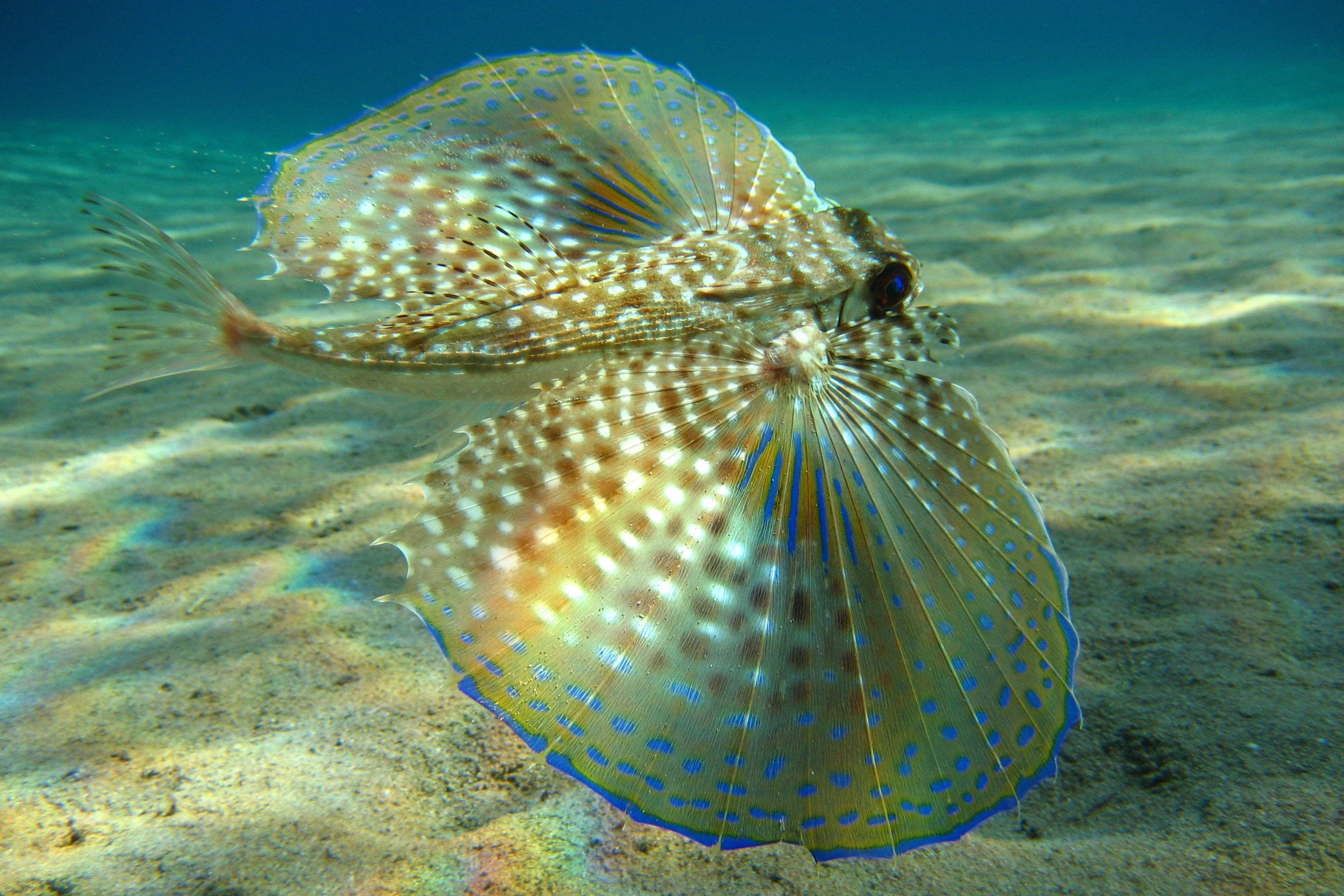
Letucha středomořská
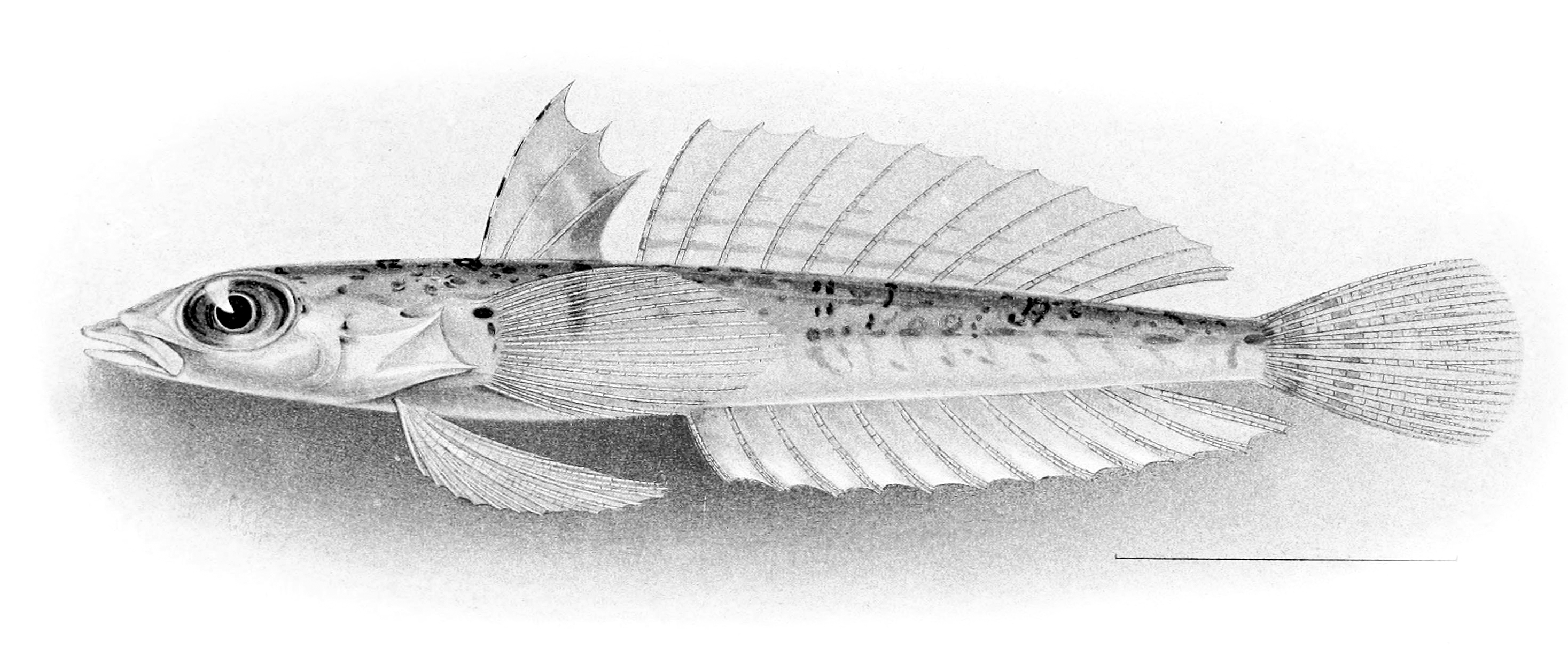
Dračík Draconetta xenica

## Diverzita a systematika
Do řádu jehly patří celkem asi 632 druhů řazených do 98 rodů a 10 čeledí, přičemž dříve samostatná čeleď špičatkovití (Macroramphosidae) je považována za součást klunatkovitých. Tři nejpočetnější čeledi řádu jsou parmicovití (zahrnují asi 85 druhů v 6 rodech), vřeténkovití (asi 188 druhů ve 20 rodech) a na prvním místě jehlovití (takřka 300 druhů v asi 57 rodech).
Syngnathoidei tvoří dobře podpořenou monofyletickou linii, příbuzenské vztahy ostatních (bentických) čeledí řádu jsou méně jasné; je pravděpodobné, že řád jehly prošel brzy po svém vzniku rychlou radiací, která znesnadňuje rekonstrukci fylogeneze této skupiny. Molekulární studie naznačují, že bentické čeledi řádu by mohly tvořit druhou monofyletickou linii, kde by dráčkovití a letuchovití byly jednou dvojicí příbuzných čeledí a parmicovití s vřeténkovitými druhou. Alternativní hypotézou je sesterské postavení vřeténkovitých vůči Syngnathoidei.
Nejstarší fosilní doklady jehel pocházejí ze svrchní křídy. Jedná se o druh Gasterorhamphosus zuppichinii, patrně z příbuzenstva klunatkovitých.

## Historie pojetí řádu

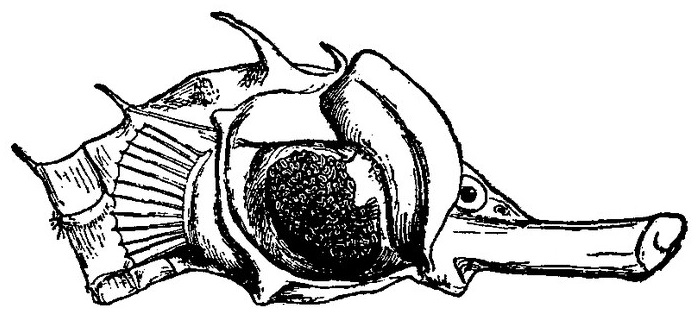
Pohled na lalůčkovité žábry koníčka

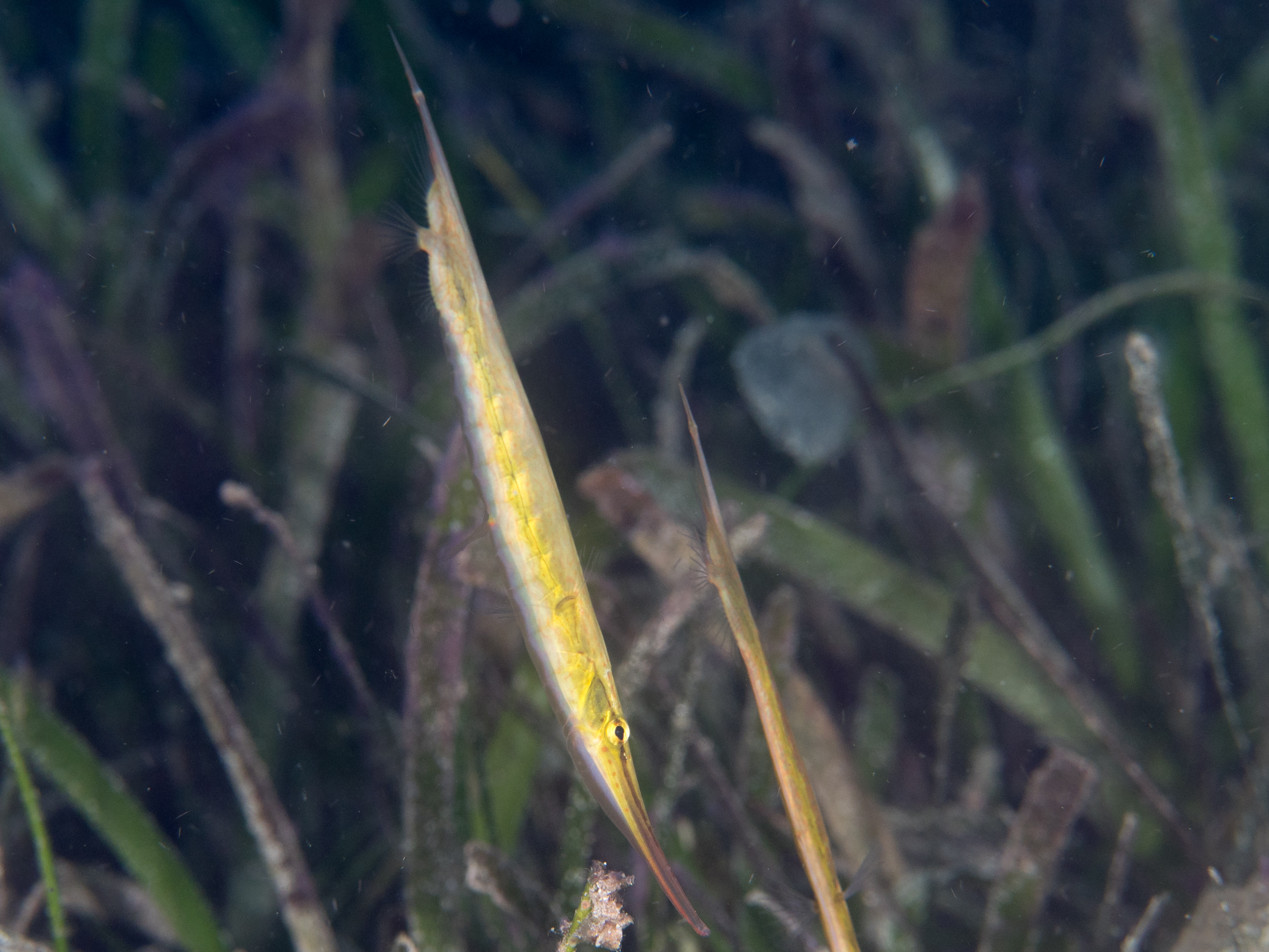
Klunatky plavou hlavou dolů a mají zvláštně uspořádané ploutve: jejich ocasní ploutev je vybočena na břišní stranu, linie hřbetu je zakončena volným trnem, pod nímž se na konci těla nachází vlastní hřbetní ploutev

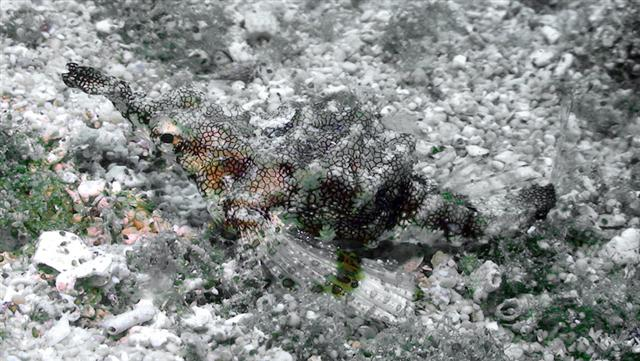
Dráček můrovitý má vynikající maskování

Řád jehly má dosti spletitou historii a pojí se s ním i alternativní pojmenování lalůčkožábří (Syngnathiformes či Lophobranchii) nebo volnoostní (Gasterosteiformes). Název lalůčkožábří naráží na zvláštní stavbu žaber u jehlovitých, jim blízkých vějířníkovitých (Solenostomatidae) a také u dráčkovitých (Pegasidae), kteří byli různými autory považováni buď za součást této skupiny, nebo za samostatnou linii. Jejich žaberní lupínky jsou zkrácené a mají skutečně podobu jakýchsi lalůčků nasedajících na žaberní oblouky. Lalůčkožábré zavedl jako společný řád „Lophobranches“ pro tři výše zmíněné čeledi už Cuvier r. 1816. Co se týče dalších čeledí řazených do řádu jehly (např. trubkotlamkovitých nebo klunatkovitých), ty byly po dlouhou dobu spojovány s čeledí koljuškovitých (Gasterosteidae) a jejich blízkým příbuzenstvem, s trubičkovcovitými (Aulorhynchidae), do společné skupiny nazývané Hemibranchii. Všechny tyto ryby mají tendenci k vytváření pevných kostěných pancířů, mají redukovaná žebra a sdílejí některé další, detailnější znaky. Hemibranchii pak byly považovány za blízké úzce pojatým lalůčkožábrým. Tento pohled prosazovali během druhé poloviny 19. stol. např. významní američtí přírodovědci Gill a Cope. Během 20. století byly publikovány nejrůznější hypotézy ohledně vzájemného vztahu těchto skupin ryb, každopádně se v podstatě nepochybovalo o jejich příbuznosti a kladly se buď do dvou blízkých, sousedících řádů pojmenovaných česky volnoostní (koljušky a jejich příbuzenstvo) a lalůčkožábří (ve složení odpovídajícím moderně pojatému podřádu Syngnathoidei), nebo byly po vzoru vlivné práce Greenwooda a jeho kolegů z r. 1966 všechny sloučeny do jediného řádu Gasterosteiformes, který nesl v české literatuře jméno volnoostní podle volných ostnů na hřbetě nezapojených do hřbetní ploutve, jako je tomu např. u koljušek nebo u trubkotlamek a klunatek. Kladistické analýzy morfologických dat rozvíjející se v ichtiologii od 70. let 20. století silně podpořily monofylii jednotného řádu volnoostní a vedly i k zařazení další čeledi, jehlounkovitých (Indostomidae), do této skupiny.
Toto všeobecně přijímané pojetí, k němuž do konce 20. století v zásadě neexistovala alternativní hypotéza, však bylo dramaticky nabouráno prvními analýzami molekulárních dat v prvních letech 21. století. Ukázalo se, že vzájemná podoba ryb řazených do široce pojatého řádu volnoostní je vlastně zajímavým příkladem konvergentního vývoje, přičemž koljušky a jim blízké čeledi patří do zcela jiné evoluční linie ryb (dnes jsou řazeny do úzce pojatého řádu ostnoploutví). Naopak se ve fylogenetickém okolí jehel a jejich příbuzenstva nečekaně začaly ukazovat ryby, které na základě morfologie nikdo za příbuzné nepovažoval. Jednou z prvních takovýchto linií, které byly odhaleny molekulárními studiemi, byly letuchy. Později následovaly vřeténky a parmice. Letuchy přitom na základě morfologických studií bývaly považovány za zástupce bývalého řádu ropušnicotvární, vřeténky (a jim blízká čeleď dračíkovití) za příbuzné carounů a parmice za ryby nejistého postavení se znaky naznačujícími příbuznost s chňapaly nebo mořany. Molekulární studie zároveň potvrdily někdy zpochybňovanou příslušnost dráčků k řádu jehel a poukázaly na příslušnost jehlounků mezi hrdložábré (Synbranchiformes).

## Význam
Parmice patří mezi významné lovné ryby. Některé vřeténky a mnozí zástupci skupiny Syngnathoidei se chovají v mořských akváriích. Koníčci se místy suší a používají jako surovina v lidovém léčitelství.

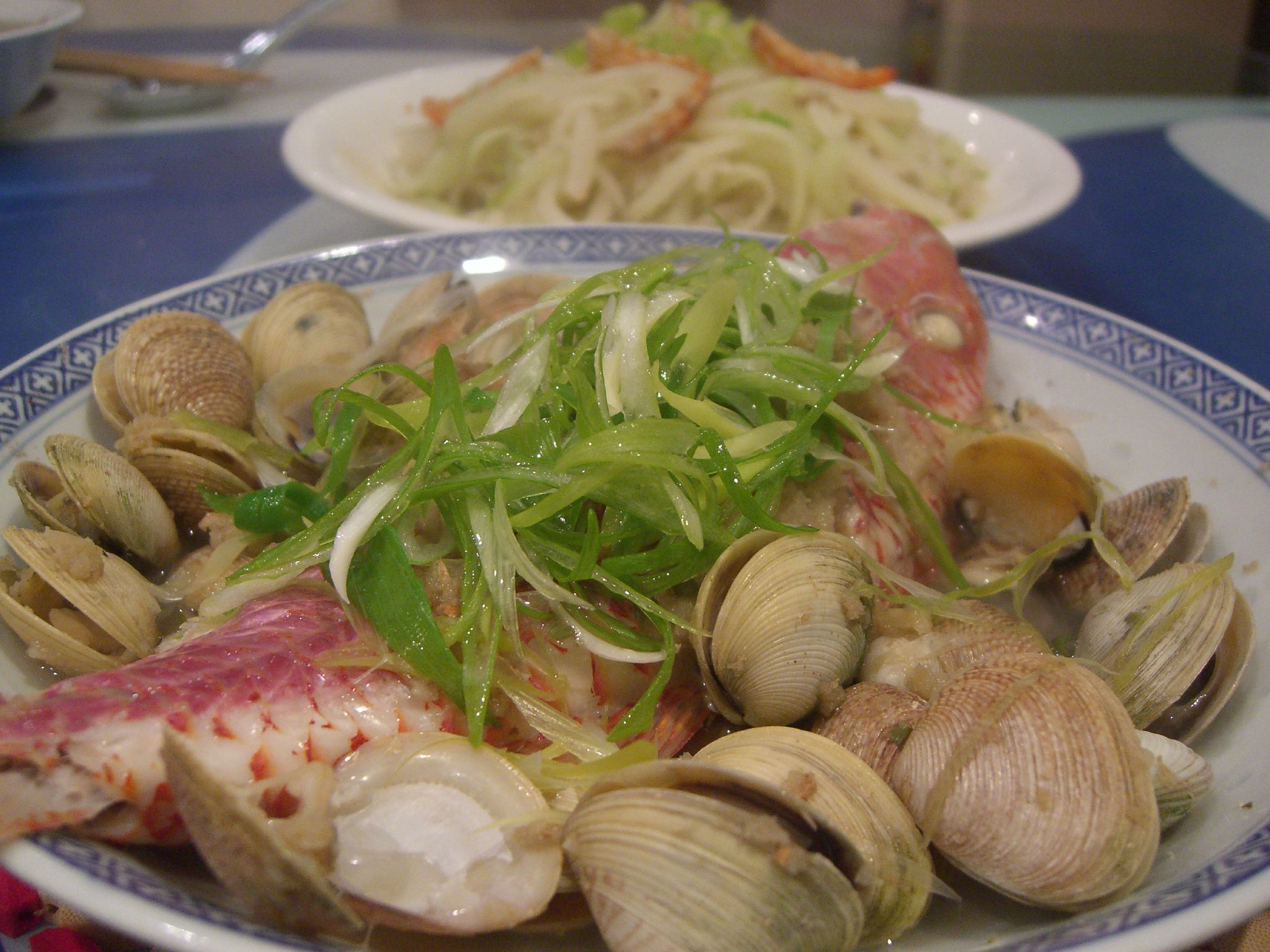
Dušená parmice s mořskými plody
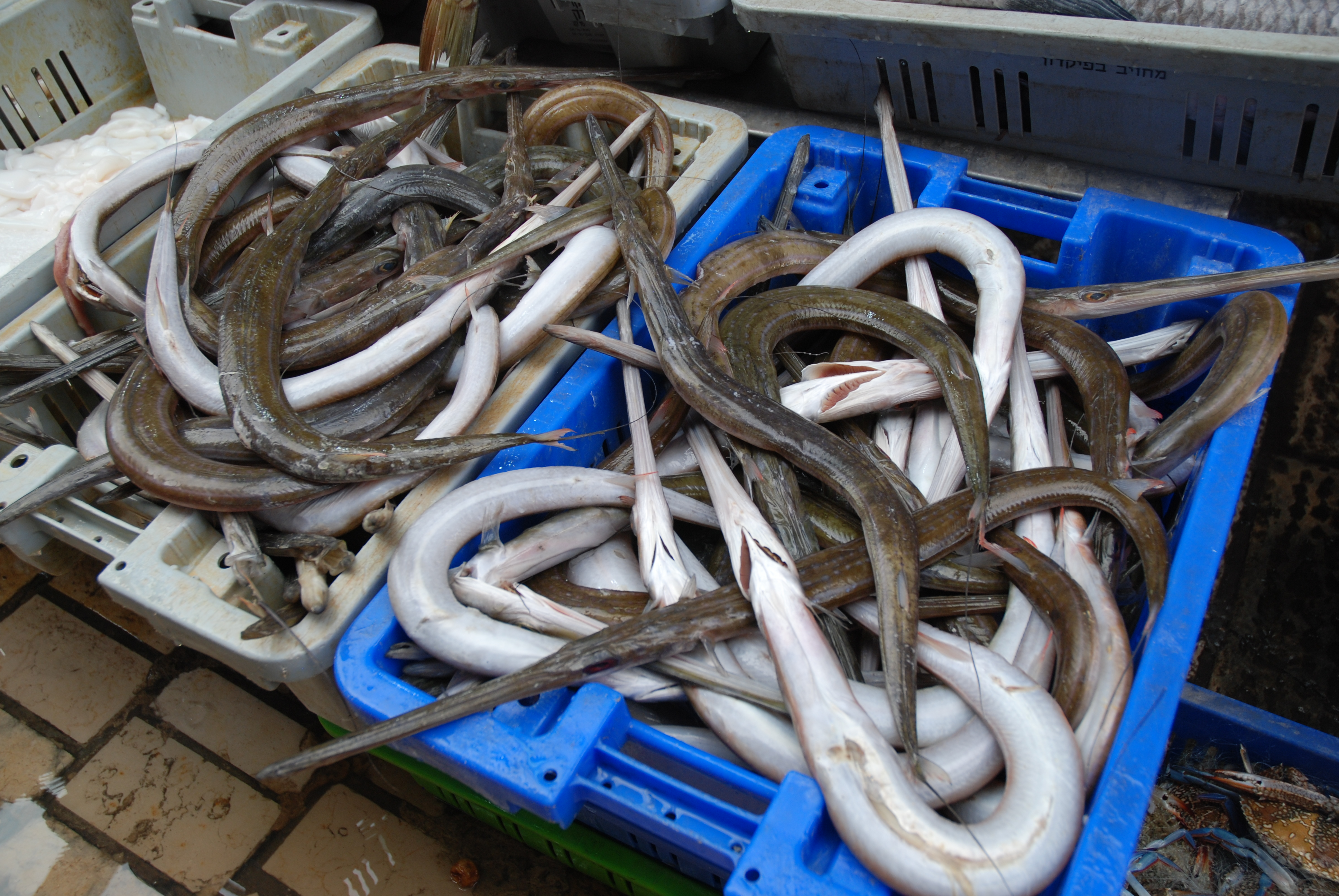
Nalovené lulanky
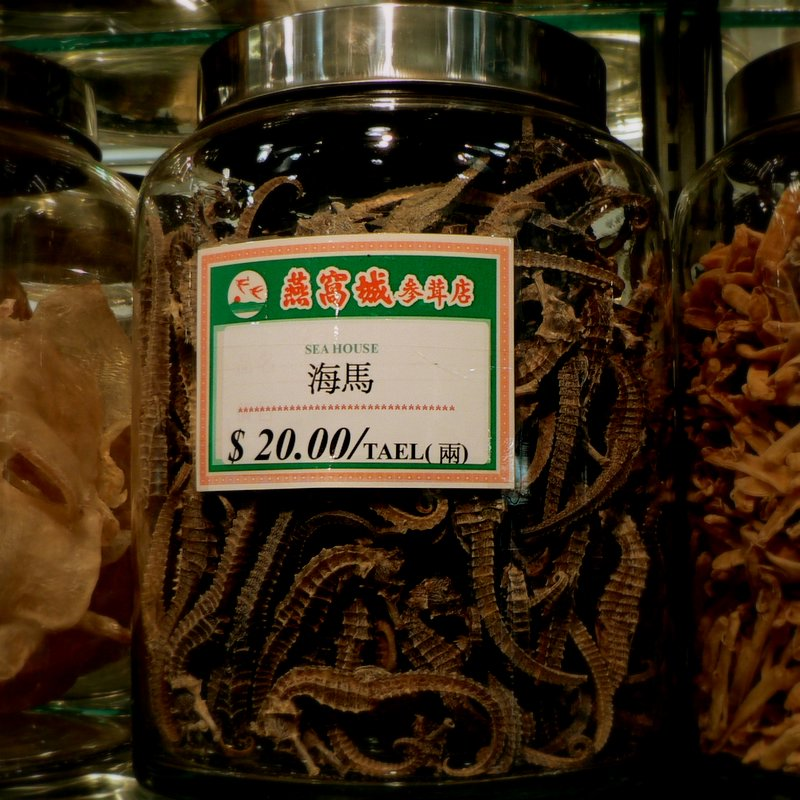
Sušení mořští koníčci
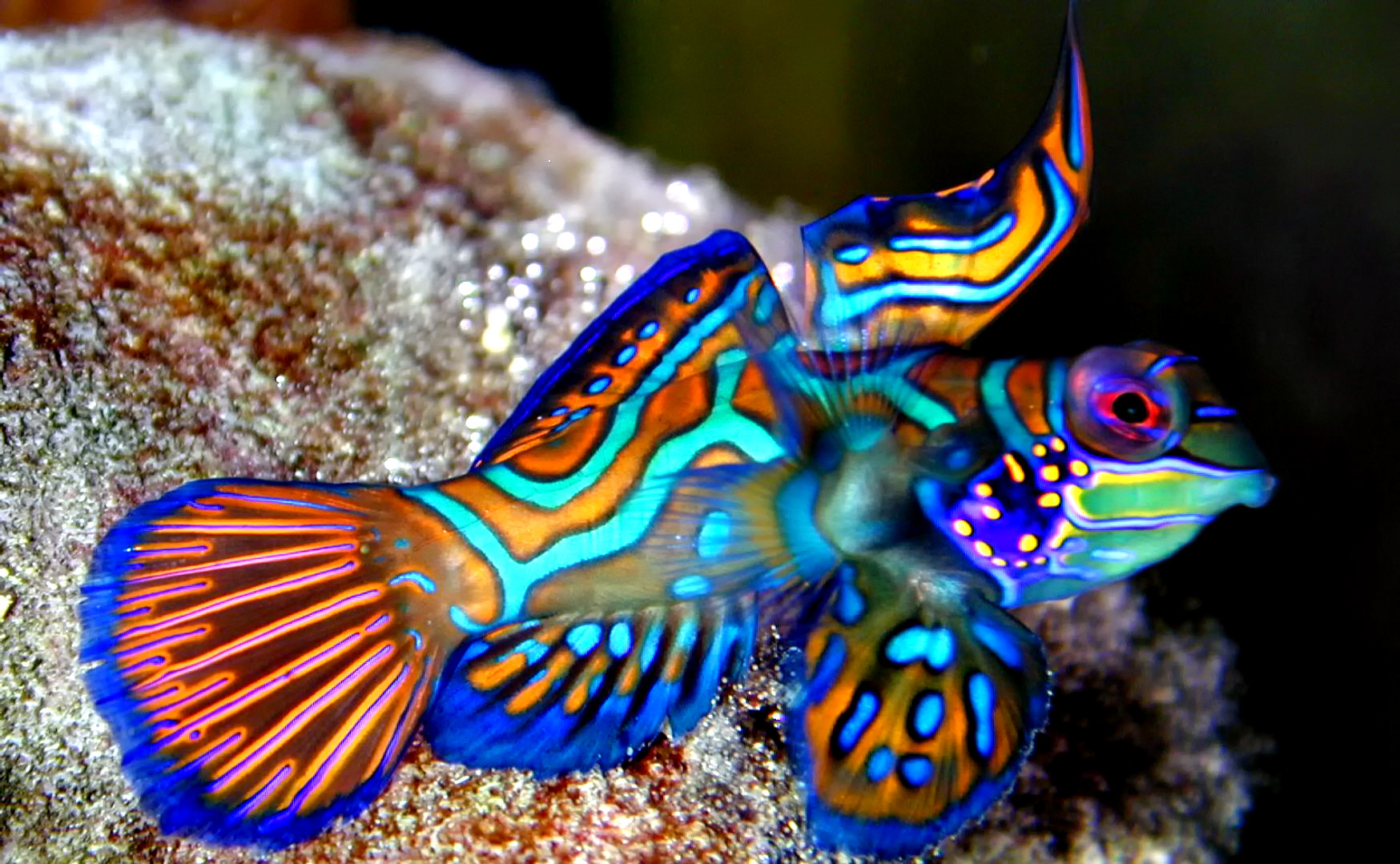
Vřeténka mandarín, ozdoba akvárií